# Saint-Pantaly-d'Ans
Saint-Pantaly-d'Ans là một xã, nằm ở tỉnh Dordogne vùng Aquitaine của Pháp. Xã này có diện tích 10,61 km², dân số năm 2006 là 162 người. Xã nằm ở khu vực có độ cao trung bình 126 m trên mực nước biển.

## Thông tin nhân khẩu
| Năm    | 1962 | 1968 | 1975 | 1982 | 1990 | 1999 | 2006 |
| ------ | ---- | ---- | ---- | ---- | ---- | ---- | ---- |
| Dân số | 222  | 219  | 180  | 167  | 160  | 156  | 162  |